# 윤호 (1542년)
윤호(尹皞, 1542년 - 1589년 1월 25일)는 조선시대 중기의 문신, 정치인이다. 음서로 출사한 뒤 사맹으로 재직 중 진사시와 1576년의 별시문과에 급제하였으나 1589년 동지사 서장관으로 명나라에 다녀오던 중 사망했다. 윤두수, 윤근수의 이복 조카가 된다. 본관은 해평, 자(字)는 중승(仲昇)이다.

## 생애
아산현감을 지낸 윤춘수와 김씨의 아들로 태어났다. 영의정 윤두수와 해원부원군 윤근수는 이복 삼촌들이었다. 음서로 출사하여 사맹(司猛)을 지낸 뒤 1567년(선조 즉위년) 식년시(式年試) 진사시(進士試)에 합격하여 진사가 되었다. 1576년(선조 9) 사맹(司猛)으로 별시문과(別試文科)에 을과(乙科)로 급제한 후 1580년(선조 13) 감교관(監校官), 승문원부정자(承文院副正字) 등을 지냈다.
이후 사헌부지평(持平), 홍문관교리(校理)를 거쳐 1585년(선조 18)에는 겸교관(兼敎官)이 되었다. 병조정랑(兵曹正郞)에 이르렀으며 1589년(선조 22) 동지사서장관(冬至使書狀官)으로 명나라에 갔다 오던 중 1월 25일 순안현(順安縣)에서 사망하였다.

## 같이 보기
- 윤두수
- 윤근수
- 윤춘수
- 윤방
- 윤훤
- 윤흔

## 참고 문헌
- 해평윤씨세보
- 선조실록